# تاريخ السيخية

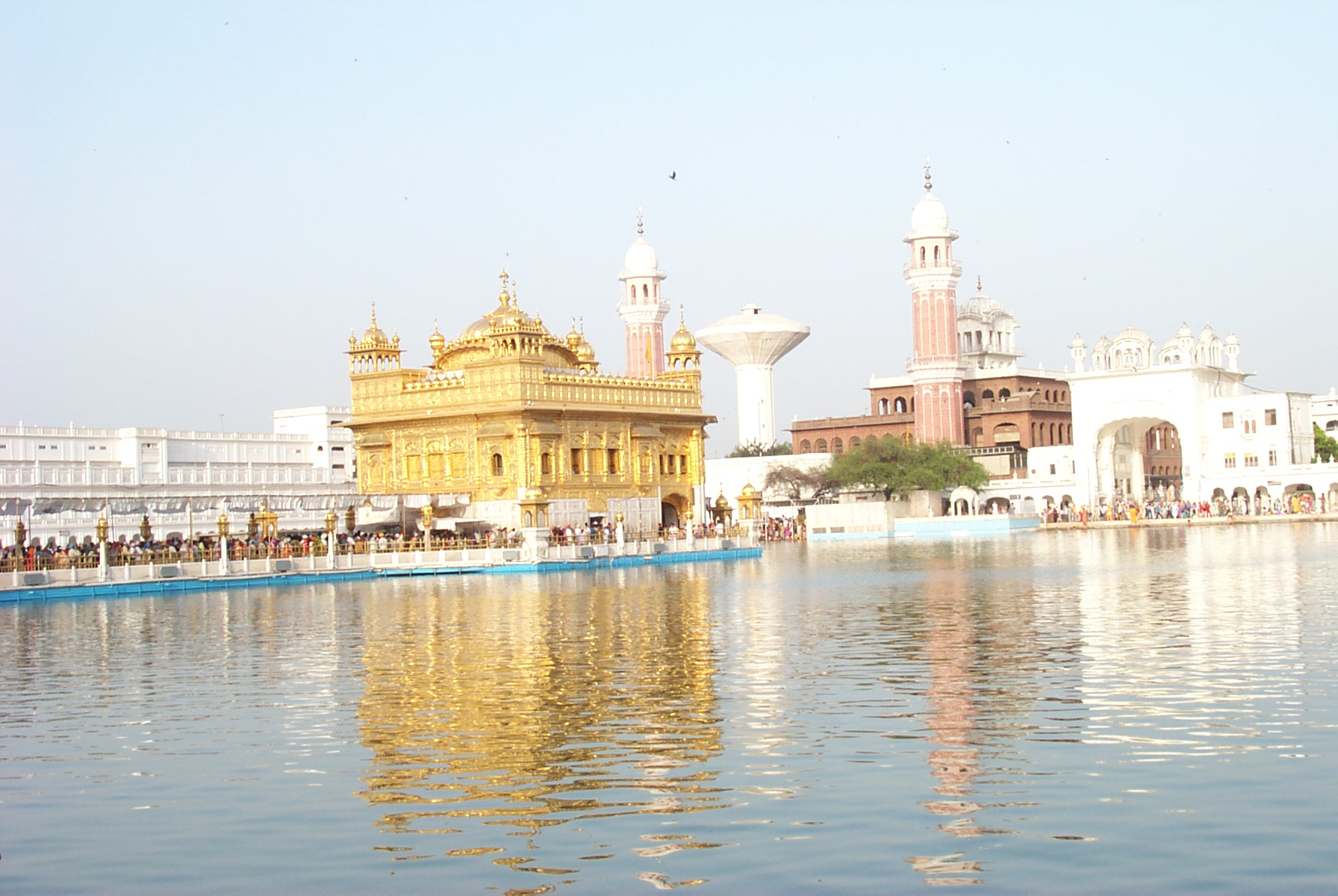
هار مندير صاحب (أي معبد الله أو المعبد الذهبي) أقدس مكان للسيخية في أمريتسار ببنجاب في الهند.

بدأ تاريخ السيخية (هي ديانة توحيدية دارمية نشأت في شمال الهند في نهاية القرن الخامس عشر) مع الغورو ناناك (مؤسس السيخية) كان أول معلم في القرن الخامس عشر في منطقة البنجاب شمال شبه القارة الهندية. أضفى الغورو جوبيند سينغ الطابع الرسمي على الممارسات الدينية (كان السيخي العاشر، سيد روحي، محارب، شاعر وفيلسوف) في 13 أبريل 1699. وعمد خمسة أشخاص من خلفيات اجتماعية مختلفة لتشكيل الخالصة (جسم أو منظمة السيخ وتأتي بمعنى أن تكون نقيًا، واضحًا، متحررًا، ويشير إلى المجتمع الذي يعد السيخية دينه). الخمسة الأوائل الأنقياء (هو الاسم الجماعي لرجال السيخ الخمسة). ثم عمد جوبيند سينغ جي في منظمة خالصة. هذا يعطي أمر أو منظمة خالصة تاريخًا من نحو 300 سنة.
يرتبط تاريخ السيخية ارتباطًا وثيقًا بتاريخ منطقة البنجاب والوضع الاجتماعي السياسي في شمال غرب شبه القارة الهندية في القرن السادس عشر. منذ الحكم المغولي للهند على يد الإمبراطور جهانكير (1605-1707)، كانت السيخية في صراع مع قوانين إمبراطورية المغول، لأنها كانت تؤثر في التعاقب السياسي للمغول في حين تعتز بالأولياء من الإسلام. قُتل العديد من السيخ البارزين على يد حكام المغول لرفضهم الانصياع لأوامرهم، ومعارضتهم لاضطهاد السيخ. من مجموع 10 من الغورو السيخ، عُذب وأُعدم اثنان من المعلمين أنفسهم (الغورو أرجان والغورو تيغ بهادر)، وأقرباء مقربين للعديد من الغورو السيخ قُتلو بوحشية دون رحمة (مثل أبناء الغورو جوبيند سينغ البالغين من العمر 6 و9 سنوات)، إلى جانب العديد من الشخصيات الرئيسية الأخرى السيخية التي عُذبت وقُتلت (مثل باندا بهادور، بهاي ماتي داس، بهاي ساتي داس وباهاي ديالا)، على يد الحكام المغول المتجبرين لرفضهم الخضوع لأوامرهم، ومعارضتهم لاضطهاد السيخ والهندوس. بعد ذلك، عسكرت السيخية لمعارضة هيمنة المغول على أرضهم.
تميّز ظهور الكونفدرالية السيخية تحت حكم الأمراء والسيخ تحت حكم المهراجا رانجيت سينغ بالتسامح الديني والتعايش السلمي والتعددية مع المسيحيين والمسلمين والهندوس في مواقع السلطة. يعد تأسيس إمبراطورية السيخ عادةً ذروة السيخية على المستوى السياسي، خلال هذه الفترة جاءت إمبراطورية السيخ لتشمل كشمير (أقصى شمال شبه القارة الهندية)، ولداخ (إقليم اتحادي تديره الهند)، وبيشاور (هي عاصمة مقاطعة خيبر بختونخوا الباكستانية وأكبر مدنها). اعتنق عدد من الفلاحين المسلمين والهندوس السيخية. أخذ هاري سينغ نالوا، القائد العام لجيش السيخ على طول الحدود الشمالية الغربية، حدود إمبراطورية السيخ إلى مصب ممر خيبر (هو ممر جبلي في شمال غرب باكستان، على الحدود مع أفغانستان). دمجت الإدارة العلمانية لإمبراطورية السيخ إصلاحات عسكرية واقتصادية وحكومية مبتكرة.
شهدت الأشهر التي سبقت تقسيم الهند (تقسيم الهند البريطانية إلى دولتين مستقلتين، الهند وباكستان) سنة 1947، صراعًا حادًا في البنجاب (منطقة جيوسياسية وثقافية وتاريخية في جنوب آسيا، تحديدًا شمال شبه القارة الهندية، وتضم مناطق في شرق باكستان وشمال الهند) بين السيخ والمسلمين، شهدت الهجرة الدينية الفعالة للسيخ البنجاب والهندوس من البنجاب الغربية (هي المقاطعة الأكثر اكتظاظًا بالسكان في باكستان) مقابل هجرة دينية مماثلة للمسلمين البنجاب في شرق البنجاب (هي ولاية في شمال الهند، تشكل جزءًا من منطقة البنجاب الأكبر في شبه القارة الهندية). في الوقت الحاضر، يعيش غالبية السيخ في ولاية البنجاب في الهند.

## الحقبة الحديثة المبكرة (1469-1750)

### الغورو ناناك ديف

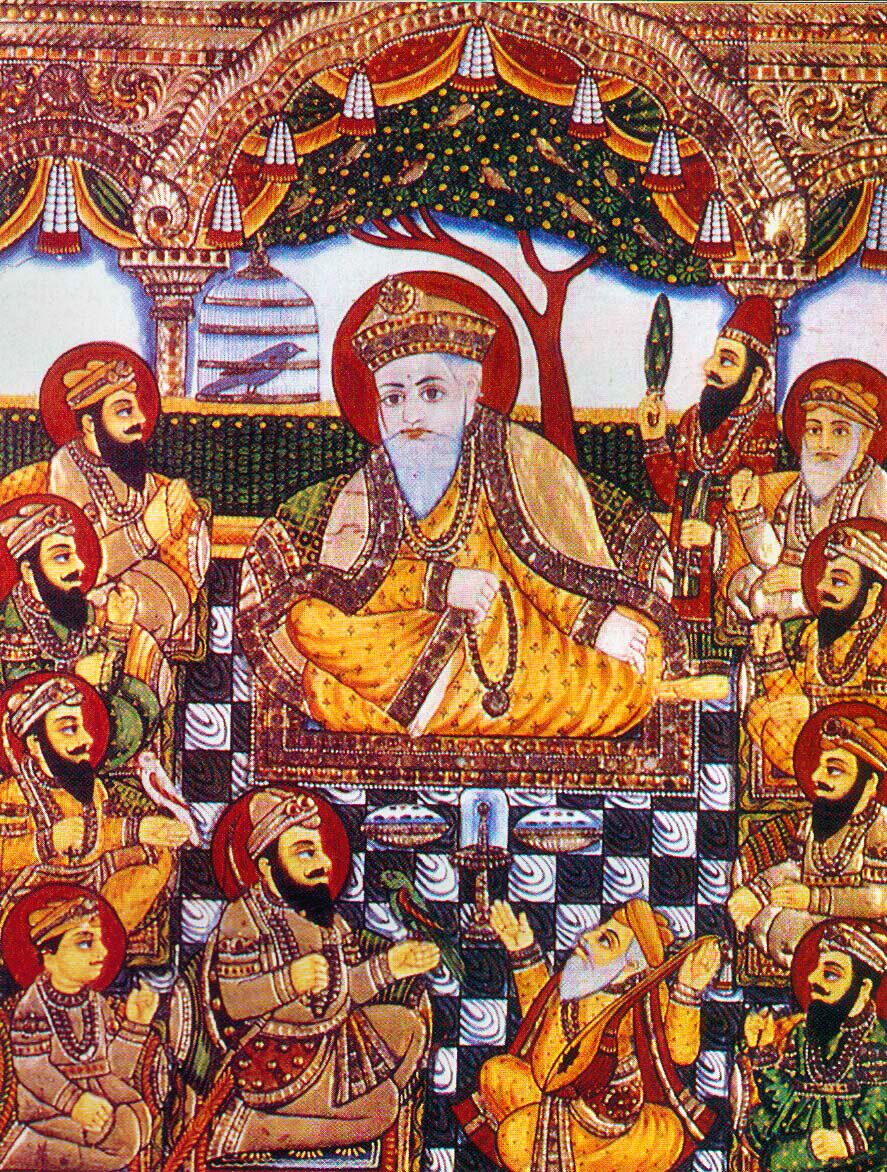
الغورو ناناك (1469-1539)

وُلد غورو ناناك ديف (1469–1539)، مؤسس السيخية، لكل من ميهتا كالو وماتا تريبتا، في قرية تالواندي، التي تُسمى الآن ننكانا صاحب، بالقرب من لاهور (عاصمة مقاطعة بنجاب الباكستانية). كان والده ميهتا كالو من باتوار، وهو محاسب لإيرادات الأراضي في الحكومة. كانت والدة ناناك ماتا تريبتا، وكان لديه أخت كبيرة، بيبي نانكي (مؤسسة وأول غورو في السيخية).
منذ سن مبكرة، بدا أن غورو (المعلم) ناناك ديف جي قد اكتسب عقل استجواب وسؤال، ورفض طفلًا أن يرتدي الخيط الطقسي المقدس المسمى جانو (هي واحدة من الساكسارا التقليدية (طقوس المرور) التي تميزت بقبول المعلم للطالب ودخول الفرد إلى مدرسة في الهندوسية)، وبدلًا من ذلك قال إنه سيرتدي الاسم الحقيقي لله في قلبه حمايةً، إذ إن الخيط الذي يمكن كسره أو تلوثه أو حرقه أو فقده لا يمكن أن يوفر أي أمان على الإطلاق. منذ الطفولة المبكرة، رأت بيبي نانكي في شقيقها نور الله لكنها لم تكشف هذا السر لأي شخص. تُعرف بأنها التلميذة الأولى لغورو ناناك.
حتى عندما كان صبيًا، دفعته رغبته في استكشاف أسرار الحياة إلى مغادرة المنزل. تزوج ناناك من سولاخني، ابنة مولتشاند تشونا، تاجر من باتالا (ثانية أكبر مدينة في ولاية البنجاب)، وأنجبا ولدين، سري تشاند ولاكشمي داس.
حصل صهره، جاي رام، زوج أخته نانكي، على وظيفة له في سلطان بور (هي مدينة ومجلس بلدي في منطقة كابورثالا في ولاية البنجاب الهندية). مديرًا لمخزن الحبوب الحكومي. ذات صباح، عندما كان في الثامنة والعشرين من عمره، ذهب غورو ناناك ديف كالمعتاد إلى النهر للاستحمام والتأمل. قيل إنه رحل لمدة ثلاثة أيام. عندما عاد، قيل إنه «مُلئ بروح الله». كانت كلماته الأولى بعد ظهوره: «لا يوجد هندوسي، لا يوجد مسلم». بهذا المبدأ العلماني بدأ عمله بنشر الإيمان. قام بأربع رحلات رئيسية متميزة، في الاتجاهات الأربعة المختلفة، والتي تسمى Udasis، تمتد على عدة آلاف من الكيلومترات، تبشر برسالة الله.
أمضى غورو ناناك السنوات الأخيرة من حياته في كرتاربور حيث كان الطعام المبارك متاح مجانًا في لانجار (هو المصطلح المستخدم في السيخية لمطبخ المجتمع في غوردوارا حيث تُقدم وجبة مجانية لجميع الزوار، دون تمييز على أساس الدين أو الطبقة أو الجنس أو الوضع الاقتصادي أو العرق). يشارك الطعام الهندوس والأغنياء والفقراء والطبقات العليا والدنيا. عمل غورو ناناك في الحقول وكسب رزقه. بعد تعيين بهاي ليهنا غورو السيخ الجديد، في 22 سبتمبر 1539، البالغ من العمر 70 عامًا، توفي الغورو ناناك.

### الغورو أنغاد ديف

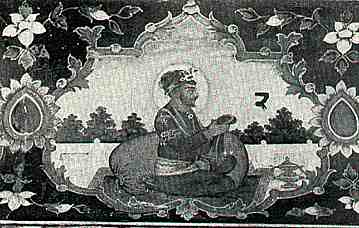
الغورو أنغاد (1504-1552)

سنة 1538، اختار غورو ناناك تلميذه ليهنا، خلفًا له بدلًا من أحد أبنائه. تم تسمية بهاي ليهنا (الغورو أنغاد) وأصبح خليفة الغورو ناناك. ولد بهاي ليهنا في قرية هاريك في منطقة فيروزيبور في البنجاب، في 31 مارس 1504. كان ابن تاجر صغير يدعى فيرو. كان اسم والدته ماتا رامو (المعروف أيضًا باسم ماتا سابهيراي، مانسا ديفي، دايا كور). كان بابا نارايان داس تريهان جده، الذي كان منزل أجداده في مات داي ساراي بالقرب من موكسار.
تحت تأثير والدته، بدأ بهاي ليهنا في عبادة دورغا. اعتاد أن يقود مجموعة من المصلين الهندوس إلى معبد جوالا موكي كل عام. تزوج من ماتا خيفي في يناير 1520 وكان لديه ولدان (داسو وداتو) وابنتان (عمرو وأنوخي). كان على عائلة فيرو بأكملها مغادرة قريتهم القديمة بسبب نهب الجيش المغولي والبلوش الذين جاءوا مع الإمبراطور بابر (مؤسس وأول إمبراطور من سلالة المغول في شبه القارة الهندية 1526-1530)، ثم استقرت الأسرة في قرية خضور صاحب بجوار نهر بيز (نهر في شمال الهند)، بالقرب من بلدة تارن تاران صاحب، وهي بلدة صغيرة تبعد نحو 25 كم عن مدينة أمريتسار (هي مدينة تقع في شمال غرب الهند وهي المقر الإداري لمنطقة أمريتسار وتقع في منطقة ماجها بولاية البنجاب الهندية).
ذات يوم، سمع بهاي ليهنا تلاوة ترنيمة غورو ناناك من بهاي جودا (غورو السيخ ناناك صاحب) الذي كان في خدور صاحب. كان سعيدًا وقرر الذهاب إلى كرتاربور للحصول على جمهور دارشان (هو المنظر الميمون لإله أو لشخص مقدس) مع غورو ناناك. لذلك في أثناء الرحلة السنوية إلى معبد جوالا موكي، غادر بهاي ليهنا رحلته لزيارة كرتاربور ورؤية بابا ناناك. أول لقاء له مع الغورو ناناك غيره بالكامل. تخلى عن عبادة الإلهة الهندوسية، وكرس نفسه لخدمة الغورو ناناك، وأصبح سيخه (تلميذه)، وبدأ في العيش في كرتاربور.
كان تفانيه وخدمته سيفا (اللاهوت والتأويل هي خدمة يتم تنفيذها دون أي توقع للنتيجة أو جائزة لأدائها) لغورو ناناك ومهمته المقدسة عظيمة لدرجة أن غورو ناناك نصّبه ناناك الثاني في 7 سبتمبر 1539. سابقًا اختبره الغورو(المعلم) ناناك بطرق مختلفة ووجد تجسيدًا للطاعة والخدمة فيه. أمضى 6-7 سنوات في خدمة غورو ناناك في كرتاربور.
عندما توفي غورو ناناك في 22 سبتمبر 1539، غادر الغورو أنغاد كرتاربور إلى قرية خضور صاحب (بالقرب من جويندوال صاحب). واصل مبادئ غورو ناناك نصًا وروحًا. قام يوغيس وقديسين من طوائف مختلفة بزيارته وأجروا معه مناقشات تفصيلية حول السيخية.
قدم غورو أنغاد أبجدية جديدة تعرف باسم نص جورموخي، معدلة أحرف النص البنجابية القديمة. سرعان ما أصبح هذا النص شائعًا جدًا واستخدمه الناس عمومًا. اهتم بشكل كبير بتعليم الأطفال بفتح العديد من المدارس لتعليمهم ومن ثم زيادة عدد المتعلمين. بالنسبة إلى الشباب، بدأ تقليد مول أخارا، حيث أُجريت التمارين البدنية والروحية. جمع الحقائق عن حياة غورو ناناك من بهاي بالا (كان صديق الطفولة ورفيق مدى الحياة لغورو ناناك وبهاي مردانا وسافر معهم في جميع رحلاتهم العظيمة في جميع أنحاء العالم متضمنةً الصين ومكة وما حول الهند) وكتب أول سيرة ذاتية لغورو ناناك. كما كتب 63 سالوكس (هو شكل شعري يستخدم في اللغة السنسكريتية، اللغة الكلاسيكية للهند. موشحات: مجموعة من الخطوط تشكل الوحدة المترية الأساسية المتكررة في القصيدة). والتي تم تضمينها في الغورو جرانث صاحب (هو الكتاب الديني المركزي للسيخية، الذي يعتبره السيخ بمثابة المعلم الحي النهائي، ذو السيادة والأبدية بعد سلالة المعلم البشري العشر للدين). قام بترويج وتوسيع مؤسسة «جورو كا لانجار» التي بدأها غورو ناناك.
سافر السيخ غورو أنغاد على نطاق واسع وزار جميع الأماكن والمراكز الدينية الهامة التي أنشأها الغورو الأول ناناك للتبشير بالسيخية. كما أسس مئات المراكز الجديدة للسيخية (المؤسسات الدينية السيخية) ومن ثم عزز قاعدة السيخية. كانت فترة حكمه هي الأهم.
انتقل مجتمع السيخ من وجود مؤسس إلى خلافة معلم (غورو) وتم تقوية وبلورة البنية التحتية لمجتمع السيخ من كونه ناميًا أو جنينيًا، انتقلت السيخية إلى كونها ناشئة جديدة وجاهزة لمواجهة الأخطار التي كانت موجودة. وكان أيضًا الغورو (المعلم) الأول للسيخ.

## الموطن
يسكن معظم السيخ ولاية البنجاب التي يعتبرونها الوطن التاريخي لهم، ويطالب المتطرفون منهم بتحويلها إلى دولة «خاليستان» السيخية، ولا يقسم المجتمع السيخي لأنه في إحدى نصوص الغورو جرانت صاحب (لا فرق بين إنسان وإنسان ولا ذكر وأنثى الجميع أمام الله متاوين كالبحر في هدوءه لا يعلي أحد عن الأخر ولا يوجد عند الله شعب مفضل عن شعب).